# Trichiocercus albotestacea
Trichiocercus albotestacea är en fjärilsart som beskrevs av Embrik Strand 1925. Trichiocercus albotestacea ingår i släktet Trichiocercus och familjen tandspinnare. Inga underarter finns listade i Catalogue of Life.